# Palazzo Sacchetti
Palazzo Sacchetti (già Palazzo Ricci) è un palazzo tardo rinascimentale di Roma, importante per ragioni storiche e artistiche. 
L'edificio è stato progettato e posseduto da Antonio da Sangallo il Giovane e completato da Nanni di Baccio Bigio o da suo figlio Annibale Lippi. Dopo il Sangallo, il palazzo appartenne tra l'altro ai Ricci, ai Ceoli e ai Sacchetti, importanti famiglie della nobiltà romana. Tra le opere d'arte che ne decorano l'interno, il ciclo di affreschi delle Storie di David di Francesco Salviati rappresenta un'importante opera del Manierismo. Il palazzo ospitava anche centinaia di dipinti che sarebbero diventati il nucleo della Pinacoteca Capitolina. 
Palazzo Sacchetti è considerato il più importante palazzo di via Giulia.

## Ubicazione
Il palazzo si trova a Roma, nel Rione Ponte, al n. 66 di Via Giulia, nel lato occidentale della parte settentrionale della strada. A sudest si affaccia su Vicolo del Cefalo, a nordovest su Vicolo Orbitelli, mentre a sudovest, con il lato che un tempo si specchiava nel Tevere, si affaccia sul Lungotevere dei Sangallo.

## Storia
Antonio da Sangallo il Giovane fabbricò su edifici e terreni che gli erano stati venduti nel 1542 dal Capitolo Vaticano questo palazzo, che era una delle tre proprietà dell’architetto su Via Giulia. Sulla facciata principale dell'edificio spicca ancora lo stemma – oggi scalpellato - del Papa e suo committente principale, Paolo III Farnese (r. 1534-1549), insieme all'iscrizione:
 

alludendo forse alla generosità del papa verso di lui. Sulla stessa facciata è ancora visibile la lapide murata ab antiquo che attesta la proprietà dell’architetto:
L'attribuzione del palazzo ad Antonio è confermata anche da diversi disegni e schizzi di mano dell'artista della sua casa a San Biagio conservati nella Galleria degli Uffizi e da Giorgio Vasari, il quale scrive che il Sangallo
All'edificio l'architetto, che soleva definire "palazzo perfetto", dedicò gli ultimi anni della sua vita soprattutto per la progettazione fino al 1545. Il progetto originale del Sangallo prevedeva due piani più l’attico, ciascuno con cinque finestre.
Dopo la morte di Antonio nel 1546, il 23 luglio 1552 il figlio Orazio cedette la proprietà al cardinale Giovanni Ricci di Montepulciano per la somma di 3 145 scudi romani. Il cardinale fece liberare il palazzo dalla tassa sul censo (il fatto è ricordato su di una targa su vicolo del cefalo) e lo fece completare, unendovi case adiacenti acquistate da lui stesso. Autore dei lavori fu probabilmente Nanni di Baccio Bigio, o secondo un'altra ipotesi (basata sulla parentela stilistica fra il palazzo e la villa suburbana - la futura Villa Medici - che il cardinale si fece costruire in quegli stessi anni) suo figlio Annibale Lippi. In questa occasione la facciata del palazzo su Via Giulia venne estesa aggiungendo due finestre, mentre il portone venne allargato e spostato a destra. Fra il 1552 e il 1554 il cardinale fece inoltre decorare il piano nobile da Francesco Salviati e altri artisti.
Difficoltà economiche lo costrinsero nel 1557 a una vendita fittizia del palazzo per 25 000 scudi all’amico Tommaso Marino di Terranova, un ricchissimo finanziere genovese il quale nello stesso periodo fece costruire a Milano il palazzo omonimo, che gli consentì di abitarvi e che lo rivendette al nipote Giulio Ricci nel 1568.
Alla morte del cardinale nel 1574, il nipote Giulio lo rivendette definitivamente al banchiere pisano Tiberio Ceuli. La famiglia Ceuli investì molto nell’edificio: a essa si devono l'ala verso Vicolo Orbitelli, il cortile e il completamento della parte posteriore. Essi fecero inoltre decorare da Giacomo Rocca le facciate verso il fiume con sgraffiti, dei quali oggi rimangono tuttavia poche tracce. I Ceuli inoltre fecero sopraelevare di un piano l’edificio, decorando il cornicione col motivo araldico della doppia stella a otto punte tratto dal loro stemma. Il nome della casata, corrotto in Cefalo, è passato al vicolo che costeggia il palazzo a sud, chiamato Vicolo del Cefalo.
Nel 1608 i Ceuli cedettero il palazzo al cardinale Ottavio Acquaviva d’Aragona, i cui stemmi decorano ancora oggi la cappella del palazzo, fatta da lui costruire. Gli Acquaviva vendettero a loro volta l’edificio nel 1649 al Cardinale Giulio Cesare Sacchetti, esponente della nobile famiglia fiorentina. Il Cardinale fece eseguire da Carlo Rainaldi gli ultimi lavori importanti nell'edificio, modificando la parte posteriore e facendo costruire delle scale che scendevano sino al Tevere. Con lui il palazzo acquistò una grande importanza, ospitando una pinacoteca ricca di quasi 700 quadri. I suoi eredi nel 1748 la vendettero a Papa Benedetto XIV (r.1740-1758), il quale ne fece il nucleo originale della Pinacoteca Capitolina.
La famiglia Sacchetti è da allora rimasta in possesso del palazzo sino al 2015: in quell'anno, parte del palazzo corrispondente all'intero piano nobile pervenuto in eredità a Giovanna Zanuso coniuge del defunto Giulio Sacchetti, è stata venduta al banchiere Robert de Balkany. Dopo la morte di quest'ultimo è stata nuovamente messa in vendita da Sotheby's.

## Architettura

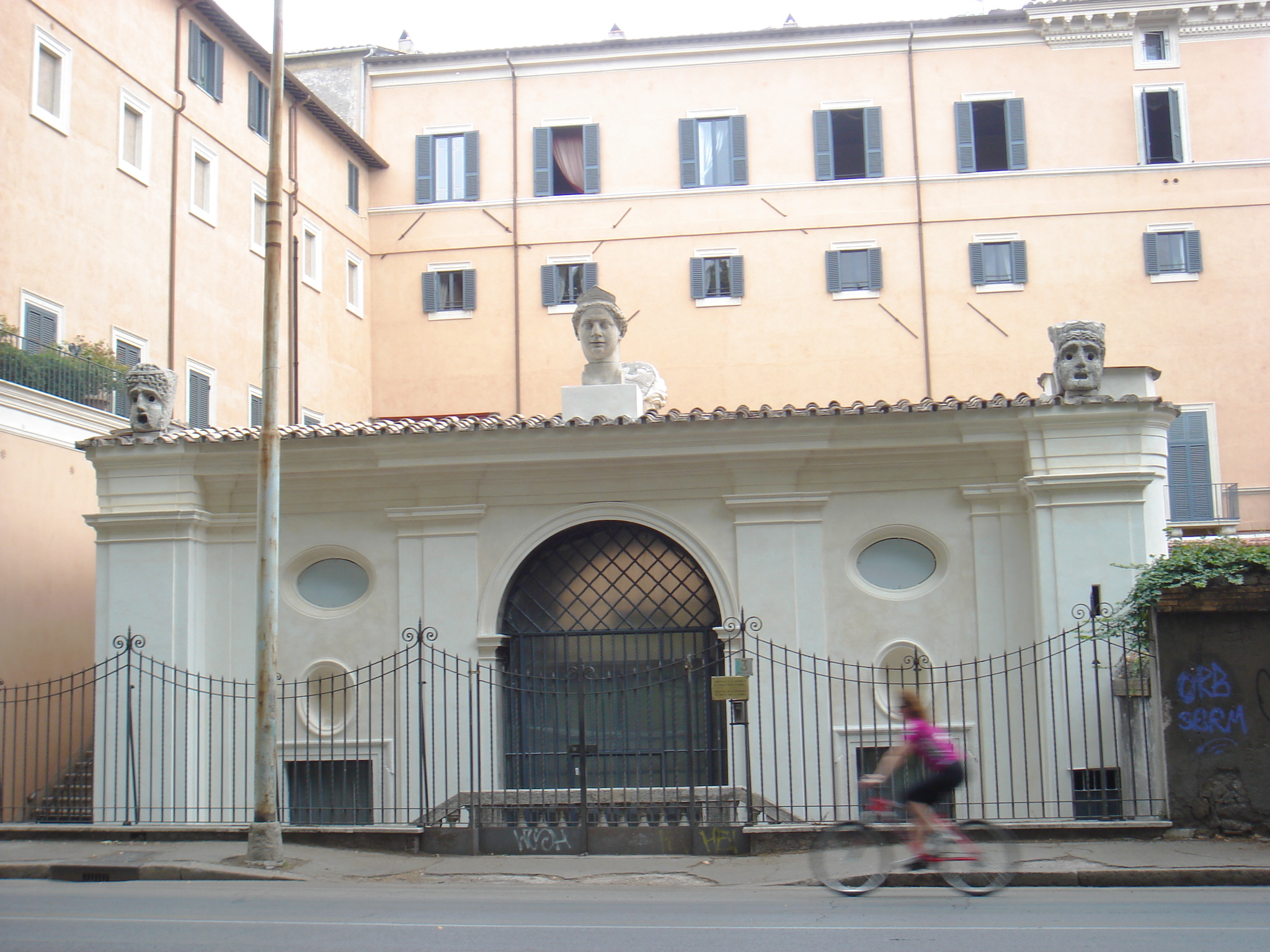
La Loggia di Palazzo Sacchetti verso il Tevere, un tempo prospiciente il fiume

Le facciate principali del palazzo danno su Via Giulia e Vicolo del Cefalo, dove si affacciano 9 finestre. Entrambe le facciate sono in laterizio con finestre in travertino, mentre il portale su via Giulia è in marmo, ed è sormontato da un balcone contornato da delicati balaustrini in bronzo.
Al piano terreno, il quale è attribuito al Sangallo, si aprono 6 finestre del tipo "inginocchiato". Ciascuna di esse, chiusa da un'inferriata, ha un architrave e cornice, e una soglia sporgente sorretta da due mensoloni. Tra ogni coppia di questi si apre una finestrella che dà luce alle cantine.
Il primo piano possiede una fila di 7 finestre con cornice e mensoloni; fra queste, quella centrale è stata allungata per adattarla al balcone. Sopra una delle finestre c’è lo stemma scalpellato di Paolo III.
Ciascuna finestra al primo piano è sormontata da una finestrella di forma all'incirca quadrata.
Il secondo piano possiede anch'esso sette finestre, ma più semplici rispetto a quelle del primo piano. Un cornicione a mensola conclude l’edificio.
Vicino all’angolo sinistro della facciata su Via Giulia è presente una fontanella incassata in una nicchia fiancheggiata da cariatidi. Al suo interno ci sono un amorino con due delfini e lo stemma dei Ceuli scalpellato.  Il motivo della fontanella si ispira alle armi di casa Ceuli.
Il cortile è ad arcate su pilastri (quelle laterali sono tamponate), e termina con un fregio dorico adorno delle armi e dello stemma dei Ceuli. Al centro del cortile c'è un ninfeo adornato da stucchi. Sulla sinistra è presente una sporgenza causata dalla cappella aggiunta dagli Acquaviva, probabilmente eseguita da Agostino Ciampelli su disegno di Pietro da Cortona. Lo stemma dei Sacchetti è stato aggiunto posteriormente.
Nel lato verso il lungotevere il palazzo si conclude con una loggia un tempo prospiciente il fiume, costruita dai Ceuli e modificata dai Sacchetti, adornata da una colossale testa di marmo (forse Giunone) e da due mascheroni. La loggia è il fondale di un giardino di agrumi.

## Interni e Decorazione

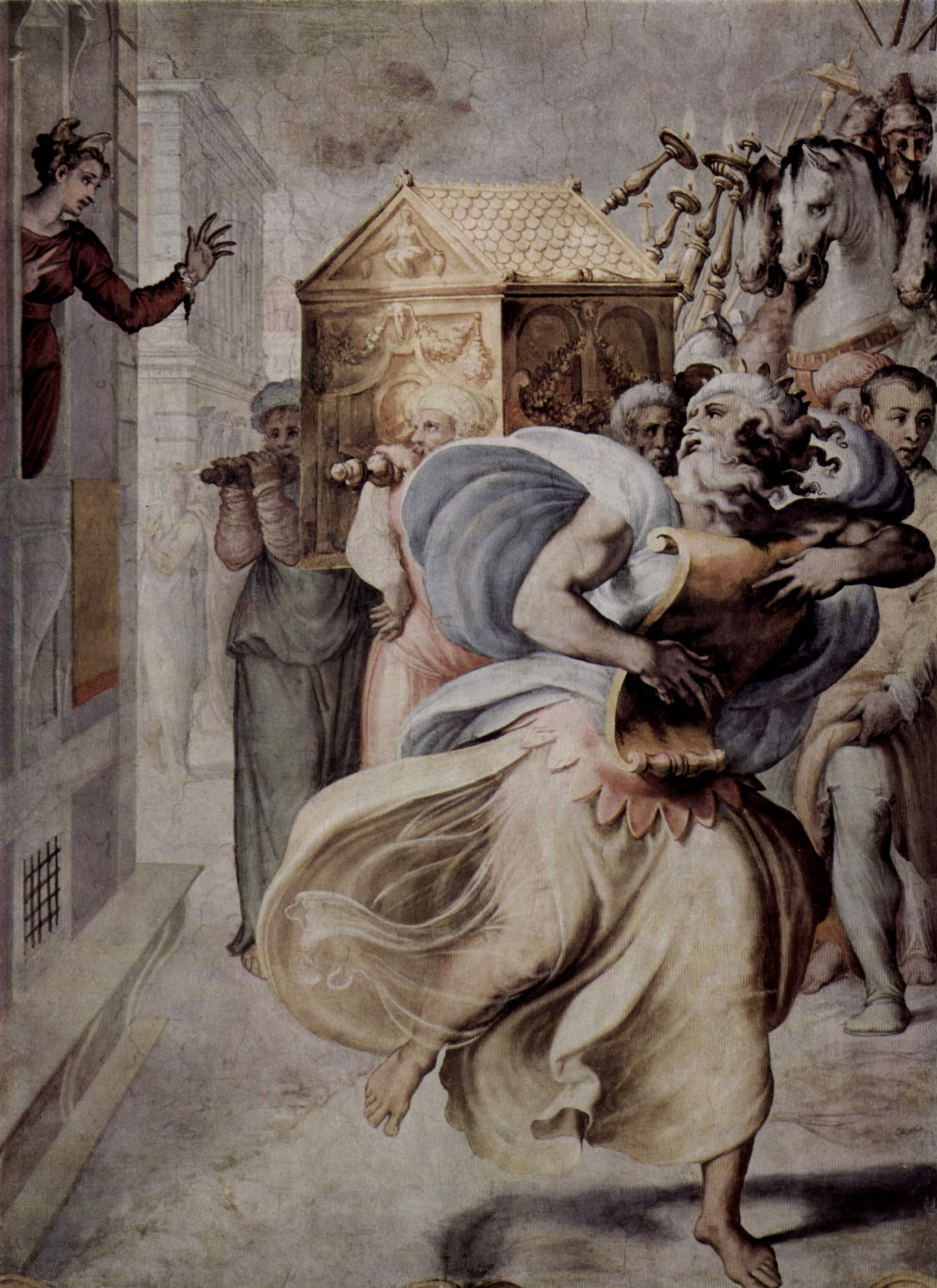
Davide danza di fronte all'Arca dell'Alleanza alla presenza di Mikal, affresco di Francesco Salviati nella sala delle udienze.

Nell’androne è murato un rilievo romano del III secolo, raffigurante un episodio del regno di Settimio Severo. Al di sopra di questo è posta una Madonna col bambino del 1400 di scuola fiorentina.
Nel primo piano, importante è il salone delle udienze del cardinal Ricci, detto salone dei Mappamondi da due globi  - uno terrestre e uno celeste - opera di Vincenzo Coronelli li' posti: la presenza del baldacchino testimonia delle frequenti visite papali. Esso è decorato da affreschi di Francesco Salviati e aiuti, eseguiti nel 1553-1554 e raffiguranti Storie di Davide (le descrizioni partono dalla parete a destra di chi guarda le finestre in senso orario).
- Prima parete
  - Saul tenta di trafiggere Davide;
  - Morte di Saul e di Gionata;
  - Annunzio a Davide della morte di Saul;

- Seconda parete
  - Uccisione di Uria;
  - Bagno di Betsabea;
  - Betsabea si reca da Davide;

- Terza parete
  - Davide parla ai soldati;
  - Morte di Assalonne;
  - Annunzio a Davide della morte di Assalonne;

- Quarta parete
  - Davide risparmia Saul;
  - Davide danza davanti all'Arca dell'Alleanza alla presenza di Mikal;
  - Davide salvato da Mikal;

Su vicolo del Cefalo si affacciano 4 stanze adorne di stucchi e affreschi, mentre un gruppo di artisti manieristi francesi e italiani, comprendenti Maitre Ponce, Girolamo da Faenza detto il Fantino, Marco Marcucci di Faenza, Giovanni Antonio Veneziano, Marco Duval detto il sordo (Marco Francese), Stefano Pieri (Stefano da Firenze), Nicolò da Bruyn, e G. A. Napolitano decorarono fra il 1553 e il 1556 altre stanze verso il giardino con grottesche, scene dell'Antico Testamento e mitologiche.
La Galleria, adattata a sala da pranzo e ricevimenti, è situata verso il Tevere e decorata con dipinti raffiguranti soggetti biblici di Pietro da Cortona.
Notevole è anche la sala da pranzo fatta edificare dal cardinale Ricci nel 1573, decorata con affreschi alle pareti del salernitano Giacomo Rocca, raffiguranti coppie di Sibille e Profeti sul modello della Cappella Sistina. Essa è inoltre adornata da due affreschi di Pietro da Cortona raffiguranti La Sacra Famiglia e Adamo ed Eva.
Il soffitto della sala da pranzo venne eseguito nel 1573 dall'intagliatore Ambrogio Bonazzini, il quale scolpì più tardi quello dell’Oratorio del Gonfalone.

## Il Palazzo nelle arti
A Palazzo Sacchetti, ribattezzato Palazzo Boccanera, lo scrittore francese Émile Zola ha ambientato una parte del suo romanzo Rome, scritto alla fine dell'Ottocento.
Palazzo Sacchetti è stato utilizzato per il film La Grande bellezza : "Viola, l'amica ricca e depressa, abita sola col figlio psicopatico a Palazzo Sacchetti, in via Giulia, dove organizza un pranzo a cui non parteciperà nessuno